# For Whom the Bell Tolls (Metallica)
For Whom the Bell Tolls è un singolo promozionale del gruppo musicale statunitense Metallica, pubblicato nel 1984 ed estratto dal secondo album in studio Ride the Lightning.

## Descrizione
Composto da James Hetfield, Lars Ulrich e Cliff Burton, For Whom the Bell Tolls prende spunto dal romanzo Per chi suona la campana di Ernest Hemingway, nel quale cinque soldati repubblicani della Guerra civile spagnola cercano di sfuggire dai fascisti con i loro cavalli e sono poi uccisi da un aereo nemico su una collina.
L'introduzione del brano è caratterizzato da un riff di basso eseguito da Burton mediante diversi effetti, tra i quali un pedale wah e un overdrive. Dal vivo, Burton era solito iniziare con un assolo di basso di alcuni minuti, per poi passare al riff iniziale del brano.

## Tracce
Testi e musiche di James Hetfield, Lars Ulrich e Cliff Burton.
1. For Whom the Bell Tolls (Edit) – 3:59
2. For Whom the Bell Tolls – 5:10

## Formazione
Gruppo
- James Hetfield – chitarra ritmica, voce
- Lars Ulrich – batteria
- Cliff Burton – basso
- Kirk Hammett – chitarra solista

Produzione
- Metallica – produzione
- Flemming Rasmussen – assistenza alla produzione, ingegneria del suono
- Mark Whitaker – assistenza alla produzione
- Tom Coyne – mastering

## Cover
- Una cover della canzone è stata realizzata dal gruppo musicale finlandese Moonsorrow ed inserita nell'EP Tulimyrsky del 2008.
- Il 3 maggio 2008 i Breaking Benjamin ne realizzarono una reinterpretazione durante un loro concerto al Cruzan Amphitheatre di West Palm Beach.
- Il 12 giugno 2008 i Trivium reinterpretarono il brano durante un loro concerto all'Ambassador di Dublino.
- Il gruppo power metal svedese Sabaton ha realizzato una cover della canzone, contenuta nell'album Heroes del 2014

## Versione diS&M2
Il 20 agosto 2020 il gruppo ha reso disponibile una versione dal vivo di For Whom the Bell Tolls eseguita con la San Francisco Symphony, pubblicandola come quarto singolo estratto dall'album dal vivo S&M2.

### Tracce
1. For Whom the Bell Tolls (Live) – 4:36

### Formazione
Metallica
- James Hetfield – chitarra, voce
- Lars Ulrich – batteria
- Kirk Hammett – chitarra
- Robert Trujillo – basso

San Francisco Symphony
- Edwin Outwater – direzione
- Michael Tilson Thomas – concettualizzazione aggiuntiva
- Bruce Coughlin – arrangiamento
- Michael Kamen – arrangiamento
- Nadya Tichman – primo violino
- Jeremy Constant – primo violino
- Mariko Smiley – primo violino
- Melissa Kleinbart – primo violino
- Sarn Oliver – primo violino
- Naomi Kazama Hull – primo violino
- Victor Romasevich – primo violino
- Yun Chu – primo violino
- Yukiko Kurakata – primo violino
- Katie Kadarauch – primo violino
- Jessie Fellows – secondo violino
- Polina Sedukh – secondo violino
- David Chernyavsky – secondo violino
- Raushan Akhmedyarova – secondo violino
- Chen Zhao – secondo violino
- Adam Smyla – secondo violino
- Sarah Knutson – secondo violino
- Yuna Lee – secondo violino
- Yun Jie Liu – viola
- John Schoening – viola
- Christian King – viola
- Gina Cooper – viola
- David Gaudry – viola
- Matthew Young – viola
- David Kim – viola
- Nanci Severance – viola
- Amos Yang – violoncello
- Margaret Tait – violoncello
- Jill Rachuy Brindel – violoncello
- Stephen Tramontozzi – violoncello
- Shu-Yi Pai – violoncello
- Richard Andaya – violoncello
- Miriam Perkoff – violoncello
- Adelle-Akiko Kearns – violoncello
- Scott Pingel – contrabbasso
- Daniel G. Smith – contrabbasso
- S. Mark Wright – contrabbasso
- Charles Chandler – contrabbasso
- Chris Gilbert – contrabbasso
- William Ritchen – contrabbasso
- Robin McKee – flauto
- Linda Lukas – flauto
- Catherine Payne – flauto
- James Button – oboe
- Pamela Smith – oboe
- Russ deLuna – oboe
- Luis Baez – clarinetto
- David Neuman – clarinetto
- Jerome Simas – clarinetto
- Stepehn Paulson – fagotto
- Rob Wer – fagotto
- Steven Braunstein – fagotto
- Robert Ward – corno
- Jonathan Ring – corno
- Bruce Roberts – corno
- Daniel Hawkins – corno
- Chris Cooper – corno
- Joshua Paulus – corno
- Jeff Garza – corno
- Aaron Schuman – tromba
- Joseph Brown – tromba
- Robert Giambruno – tromba
- John Freeman – tromba
- Timothy Higgins – trombone
- Nick Platoff – trombone
- John Engelkes – trombone
- Jeff Budin – trombone
- Jeffrey Anderson – tuba
- Edwan Stephan – timpani
- Jacob Nissly – percussioni
- James Lee Wyatt III – percussioni
- Tom Hemphill – percussioni
- Robert Klieger – percussioni
- Douglas Rioth – arpa
- Marc Shapiro – tastiera

Produzione
- Greg Fidelman – produzione, missaggio
- James Hetfield – produzione
- Lars Ulrich – produzione
- John Harris – registrazione
- Jay Vicari – registrazione
- Brian Flanzbaum – registrazione
- Sara Lyn Killion – ingegneria del suono, montaggio
- Dan Monti – ingegneria del suono, montaggio
- Jim Monti – ingegneria del suono, montaggio
- Jason Gossman – ingegneria del suono, montaggio
- Kent Matcke – ingegneria del suono, montaggio
- Billy Joe Bowers – ingegneria del suono, montaggio
- Bob Ludwig – mastering